# 25.º Batallón Aéreo de Reemplazo
El 25º Batallón Aéreo de Reemplazo (25. Flieger-Ersatz-Abteilung) fue una unidad de la Luftwaffe de la Alemania nazi.

## Historia
Fue formado el 1 de octubre de 1936 en Kaufbeuren a partir de la Instrucción Aérea Stelle Kaufbeuren. El 1 de noviembre de 1938 es redesignado como 23º Batallón Aéreo de Reemplazo.

## Comandantes
- Coronel Karl Deinhardt (1 de octubre de 1936 - 1 de noviembre de 1938)